# Palm Islands
Palm Islands är öar i Australien. De ligger i delstaten Queensland, omkring 1 200 kilometer nordväst om delstatshuvudstaden Brisbane.
Savannklimat råder i trakten. Genomsnittlig årsnederbörd är 1 653 millimeter. Den regnigaste månaden är februari, med i genomsnitt 412 mm nederbörd, och den torraste är september, med 12 mm nederbörd.